# Hannelis Schulte
Hannelis Schulte (eigentlich Johanna Elisabeth Schulte; * 20. Dezember 1920 in Heidelberg; † 12. April 2016 ebenda) war eine deutsche evangelische Theologin, Dozentin für das Alte Testament und Lokalpolitikerin der Partei „Die Linke“.

## Leben
Schulte studierte nach Abitur und Reichsarbeitsdienst ab 1940 Latein, Griechisch und Geschichte in ihrer Heimatstadt Heidelberg. Durch den Wechsel an die Martin-Luther-Universität Halle (Saale) war es ihr möglich, das Studium der Evangelischen Theologie, ordnungsgemäß für dieses Fach immatrikuliert, zu Ende zu führen. Sie legte dort 1945 ihr Erstes Theologisches Examen ab. Ihr Berater in dieser schwierigen Zeit war Hermann Maas, damals Pfarrer der Heiliggeistgemeinde Heidelberg. Nach dem Krieg kehrte Schulte nach Heidelberg zurück und wurde hier im Jahr 1947 aufgrund ihrer Dissertation Der Begriff der Offenbarung im Neuen Testament zum Doktor der Theologie promoviert. Es war ihr zum damaligen Zeitpunkt nicht möglich, Pfarrerin zu werden, da ihre (badische) Landeskirche eine Ordination von Frauen noch nicht vorsah. So arbeitete sie von 1950 bis zu ihrer Pensionierung 1981 als Religionslehrerin an verschiedenen Gymnasien in Baden und veröffentlichte daneben verschiedene Untersuchungen zum Alten Testament. 1952 wurde sie „Vikarin“ der Evangelischen Landeskirche in Baden eingesegnet, 1962 erhielt sie den Amtstitel „Pfarrerin“. 1982 wurde sie aufgrund ihrer Untersuchungen zur hebräischen Sprache des 9./8. Jh. v. Chr. in ihrem sozialen und religiösen Umfeld an der Ruprecht-Karls-Universität Heidelberg habilitiert; anschließend begann sie dort ihre Tätigkeit als Dozentin. Hannelis Schulte widmete ihre alttestamentlichen Studien zum Jahwisten ihrem Lehrer Gustav Hölscher. Ihre neutestamentliche Dissertation widmete sie ihren Lehrern Martin Dibelius und Julius Schniewind.
Der Tod ihres Bruders als Soldat im Zweiten Weltkrieg ließ Hannelis Schulte zur Friedensaktivistin werden. Schulte engagierte sich in der westdeutschen und nach 1990 in der gesamtdeutschen Friedensbewegung und war Mitglied der Christlichen Friedenskonferenz (CFK), deren bundesdeutschem Regionalausschuss sie viele Jahre angehörte. In der nach der Wende weiter arbeitenden CFK in Deutschland gehörte sie zu deren Sprecherkreis. Ferner war sie von 1966 bis 1974 Bundesvorsitzende der Deutschen Friedensgesellschaft (DFG). Schulte war in der Nr. 43 der Informationen zur Abrüstung (der Kampagne für Abrüstung) von Mitte Februar 1967 sowie in der Ausgabe Nr. 56 der Zeitschrift „Außerparlamentarische Opposition. Informationen für Demokratie und Abrüstung“ von Anfang April 1968 als Kontaktperson für den Regionalausschuss Baden/Saar/Pfalz dieser organisations-ähnlichen „Kampagne“ genannt. Außerdem war sie wohl auch mindestens 1965 Mitglied des Zentralen Ausschusses und 1970 Mitglied ebenfalls des Zentralen Ausschusses oder aber des Kuratoriums der Kampagne.
Hannelis Schulte war, gemeinsam mit Gustav Heinemann, von 1952 bis zu deren Auflösung 1957 Mitglied der Gesamtdeutschen Volkspartei und später Mitgründerin der Deutschen Friedens-Union. Ab 1990 war sie Mitglied der Partei des Demokratischen Sozialismus (PDS) bzw. der Partei Die Linke, mit deren Mandat sie 1999 in den Heidelberger Stadtrat gewählt wurde und für die sie bei den Europawahlen 1999 kandidierte. Sie gehörte zur AG Christinnen und Christen bei der Partei Die Linke.
Hannelis Schulte wurde auf dem Bergfriedhof Heidelberg begraben. Renate Wind von der Ev. Hochschule Nürnberg hielt eine Ansprache. Den ehrenden Nachruf der Theologischen Fakultät Heidelberg sprach der Heidelberger Ersttestamentler Manfred Oeming.

## Schriften (Auswahl)
Als Autorin
- Der Begriff der Offenbarung im Neuen Testament. Kaiser, München 1949 (Dissertation, Universität Heidelberg, 1947).
- spiele der zeit / 164. Abgestempelt. Kaiser, München 1965.
- Die Entstehung der Geschichtsschreibung im alten Israel. De Gruyter, Berlin/New York 1972.
  - Übersetzung: L’origine della storiografia nell’Israele Antico. Paideia Editrice, Brescia 1982.
- Was Sprache verrät. Untersuchungen zur hebräischen Sprache des 9./8. Jahrhunderts vor Christus in ihrem sozialen und religiösen Umfeld. 1982 (Habilitationsschrift, Universität Heidelberg, 1982).
- Dennoch gingen sie aufrecht. Frauengestalten im Alten Testament. Neukirchener, Neukirchen-Vluyn 1995, ISBN 3-7887-1516-2.

Als Herausgeberin
- Bis auf diesen Tag. Der Text des Jahwisten, des ältesten Geschichtsschreibers des Bibel. Reich, Hamburg-Bergstedt 1967.
- Die Emanzipation der Frau (= Göttinger Quellenhefte. H. 18). Vandenhoeck & Ruprecht, Göttingen 1974 (2. Auflage 1979).

Als Übersetzerin
- Robert Leslie Pollington Milburn: Auf dass erfüllt werde … Frühchristliche Geschichtsdeutung. Kaiser, München 1956.